# Abbaye Notre-Dame de Migette
L'abbaye Notre-Dame de Migette était située sur la commune française de Crouzet-Migette. Voulue par Marguerite de Bourgogne, fille d'Hugues IV duc de Bourgogne, elle fut construite par son fils et mise sous la protection des membres de la maison de Bourgogne et celle de Chalon avant que la Révolution de 1789 ne la transforme en manufacture de porcelaine.

## Fondation
La première mention de l'abbaye de Notre-Dame de Migette, nommée aussi Myged ou Myget, est de 1146 où elle était décrite comme un lieu de "femmes retirées dans le désert de Migette" sous la direction de l'abbé de Balerne, on parle aussi à cette époque d'un monastère de religieux, mais des titres de l'abbaye de Balerne précisent que Brocard (ou Burcard), qui en était l'abbé en 1128, avait été directeur quelques années plus tôt d'un groupe de femmes vivant en ermite à Migette. Toujours est-il qu'il est admis qu'elle fut instituée en tant qu'abbaye par Marguerite, fille d'Hugues IV duc de Bourgogne, veuve de Jean Ier de Chalon-Arlay. C'était un monastère de filles nobles qui prospérait sous la protection des membres de la maison de Bourgogne et celle de  Chalon. Elle était occupée par des religieuses de Sainte-Claire, appelées aussi "Urbanistes" qui y entrèrent en 1325. Jean, fils naturel de Jean III de Chalon-Arlay premier prince d'Orange, fonda une chapelle à Migette vers la fin du XIVe siècle et dota l'abbaye de terres situés à Montmahoux, Gevresin, Crouzet-Migette; il s'y fit inhumer avec sa femme au côté de Marguerite de Bourgogne.

## Évolution
Ce n'est qu'à partir de 1594 que les souverains commencèrent à nommer des abbesses qui ne devaient à l'origine qu'être de condition noble mais à qui il fut demandé par la suite de faire preuve de seize quartiers de noblesse. Les moniales suivaient la règle de sainte-Claire avant de cesser de vivre en communauté, de posséder des biens et de se voir nommer des coadjutrices (ou nièces) comme dans les abbayes privilégiées. Les dames professes étaient dix-huit sans compter les "nièces" adoptives. En 1770 Louis XIV leur accorda une décoration qui était une croix d'or émaillée à huit pointes, suspendue à un ruban moiré bleu-ciel liséré de blanc. 
À la Révolution, les biens de l'abbaye sont vendus et les bâtiments en partie détruits, et ce qui restait est transformé en manufacture de porcelaine puis, en 1838, en tuilerie. La tuilerie fermera en 1880.

## Emplacement
L’abbaye était établie sur un replat, à mi pente, entre Nans-sous-Sainte-Anne et Crouzet en bordure du petit vallon créé par le ruisseau de Château-Renaud qui se jette quelques centaines de mètres plus en aval dans le vaste puits circulaire profond de 90m appelé le Creux Billard. Les bois aux alentours avaient été défrichés et remplacés par des prairies qui descendaient jusqu'au vallon et un large chemin menait à la grotte et à la source du "Sarrazin". L'abbaye bénéficiait du calme de l’endroit entouré de bois touffus et dominé de hauts plateaux dont celui du Château de Sainte-Anne au nord-ouest qui lui assurait protection. En outre, en léger contrebas, une belle source fournissait l’eau nécessaire et, dans le plat du vallon au bord du ruisseau, un jardin ceinturé de murs en pierre (toujours visible) fournissait légumes et plantes.

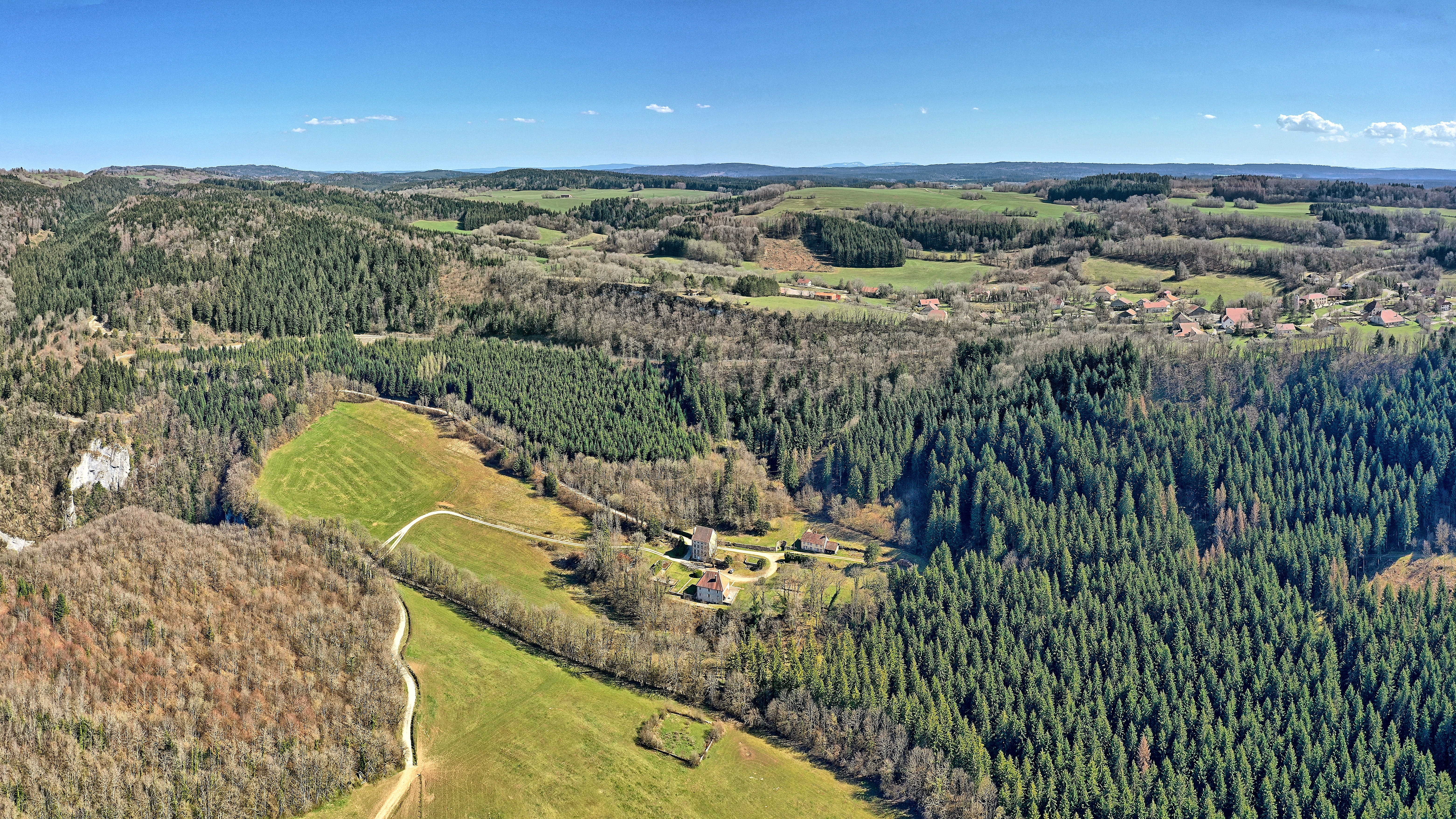
Vue générale de l'ancienne abbaye avec, au premier plan, le jardin carré et le ruisseau de Château-Renaud aboutissant dans le creux Billard à gauche.
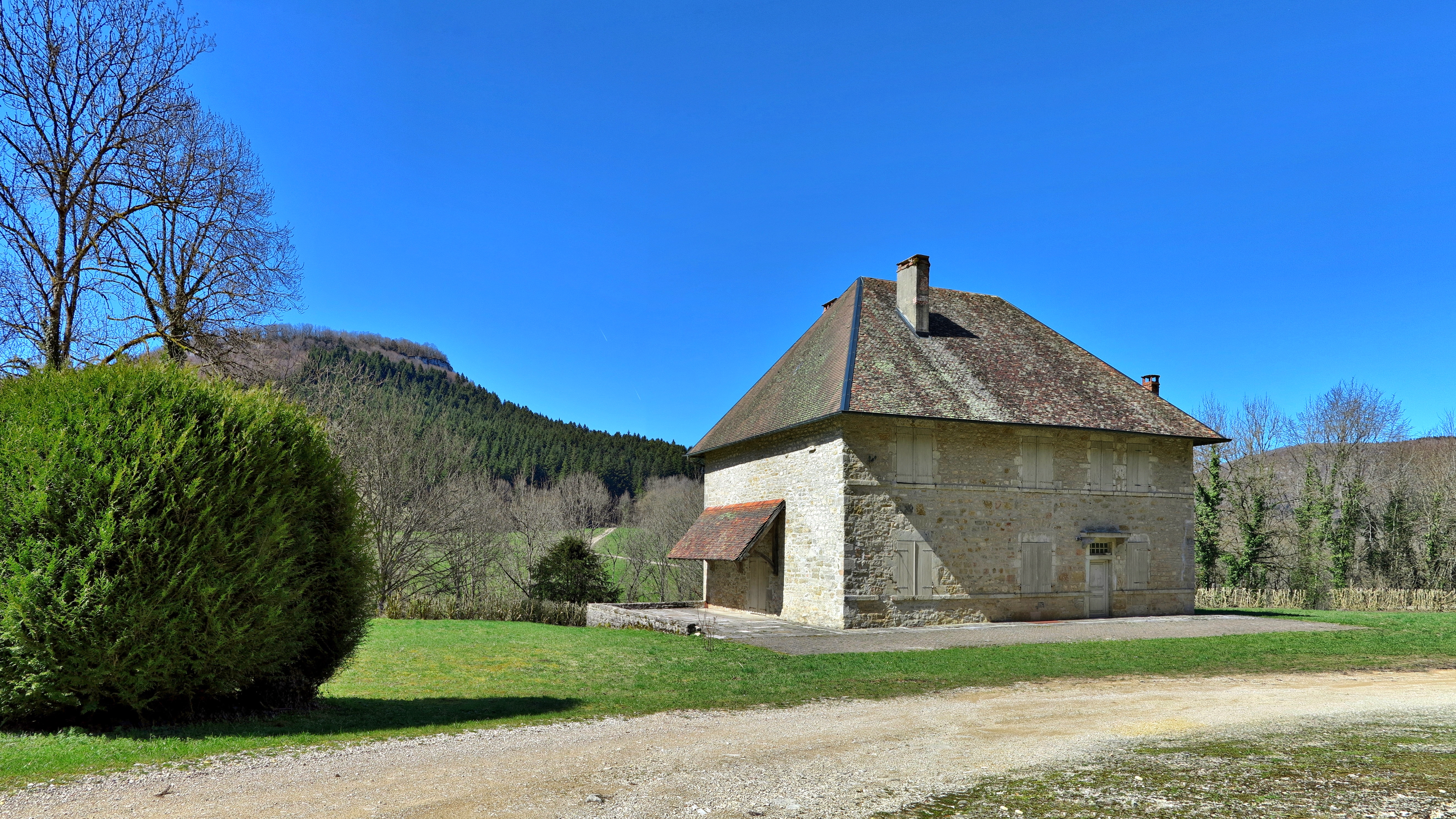
Bâtiment restauré de l'ancienne abbaye avec, au second plan, le promontoire du château de Sainte-Anne.

## Liste des abbesses
- Guillemette de Châlon-Abans en 1345
- Guyotte de Bougeailles en 1394
- Alix de Salins en 1399
- Jeanne I de Longeville en 1409
- Pernette I de Vercel en 1437
- Pernette II de Pierrefontaine en 1440
- Jeanne II d'Usier en 1469
- Antoinette de Poupet en 1491
- Jeanne III de Montrichard en 1499
- Jeanne IV de Pillot-Chenecey de Chantrans en 1519
- Jeanne V du Louverot en 1528
- Claudine de Lambré en 1553
- Germaine des Granges de Grammont en 1585
- Isabelle de Scey-Montbéliard en 1591
- Jeanne VI de Poligny en 1597
- Madeleine de Châteauvert en 1634
- Marguerite de Précipiano en 1644
- Emmanuelle-Hélene de Montrichard en 1678
- Françoise-Prospère de Montrichard  en 1697
- Nicole-Charlotte de Montrichard  en 1734
- Charlotte-Gabrielle-Scholastique de Franchet de Rans en 1765

## Religieuses et visiteurs célèbres
- Emmanuelle-Hélene de Montrichard,  (dossier entre:1606-1735)[7]
- Françoise-Prospère de Montrichard et sa sœur
- Madelein de Montrichard (dossier entre:1699-1741)[8]
- Marie-Charlotte de Montrichard et sa sœur (dossier entre :1683-1753)
- Nicole-Charlotte de Montrichard[9]
- Marie-Gabrielle Françoise de Blicterswich de Moncley[10], veuve du Comte de Vaudrey (future abbesse de Poulangy de 1766 à 1781)

## Iconographie